# Tropicus eliskae
Tropicus eliskae – gatunek chrząszcza z rodziny różnorożkowatych i podrodziny Heterocerinae.

## Taksonomia
Gatunek ten opisany został po raz pierwszy w 2019 roku przez Stanislava Skalickiego. Jako lokalizację typową wskazano okolice Buena Vista w boliwijskim departamencie Santa Cruz. Epitet gatunkowy nadano na cześć Eliški Baňařovej, córki Petra Baňařa, który to odłowił materiał typowy.

## Morfologia
Chrząszcz o ciele długości od 1,65 do 2,1 mm.
Głowa jest brązowa z czarnymi oczami i nasadą wargi górnej. Trójkątny nadustek porastają żółte szczecinki. Warga górna ma kształt migdału, delikatnie ziarenkowaną i porośniętą przemieszanymi szczecinkami drobnymi, przylegającymi i dłuższymi, sterczącymi powierzchnię oraz drobnopiłkowany wierzchołek. Silne żuwaczki mają pojedynczy, zaokrąglony ząb na płacie dentalnym i niewciętą, opatrzoną szeregiem ząbków prostekę. U samca na grzbietowej stronie żuwaczki obecne są dwa wyrostki, czasem tworzące kształt litery U, z szeregiem tęgich kolców na przedzie; u samicy wyrostków grzbietowych żuwaczki brak. Piłkowane czułki buduje dziewięć prostokątnych członów. 
Przedplecze jest jasnobrązowe, o drobno ziarenkowanej oraz skąpo porośniętej żółtawymi, półwzniesionymi szczecinkami powierzchni. Tarczka jest trójkątna, spiczasto zakończona. Jasnobrązowe z rozmytym, ciemniejszym wzorem pokrywy są u podstawy tak szerokie jak przedplecze i nie wciśnięty przy tarczce, ale z ukośnymi wciskami barkowymi dochodzącymi prawie do połowy ich długości. Powierzchnia pokryw ma grubsze ziarenkowanie i punkty wielkości omatidiów. Epipleury nie są wygraniczone listwą. Spód ciała jest bardzo drobno ziarenkowany i skąpo porośnięty szczecinkami. Linie zabiodrzy są niepełne. Samiec ma Y-kształtne spiculum gastrale.

## Rozprzestrzenienie
Owad neotropikalny, endemiczny dla Boliwii, znany tylko z lokalizacji typowej.